# Michał Chałbiński
Michał Chałbiński (* 16. Oktober 1976 in Jastrzębie-Zdrój, Polen) ist ein ehemaliger polnischer Fußballspieler.

## Karriere
Chałbiński begann seine Karriere mit 17 Jahren bei Piotrcovia Piotrków Trybunalski, für den er ein Jahr lang spielte. Danach kehrte er für zwei Jahre zu seinem Jugendverein GKS 1962 Jastrzębie zurück, bevor er zu GKS Katowice wechselte. In den folgenden Jahren hielt es Chałbiński nie länger als ein Jahr bei einem Verein und er wechselte viermal nach je nur einer Saison den Verein, bis er im Jahr 2000 erstmals drei Saisons hintereinander bei Odra Wodzisław Śląski blieb.
Nach seiner Zeit in Wodzisław Śląski wurde er vom damaligen Zweitligisten SSV Jahn Regensburg unter Vertrag genommen und wechselte somit erstmals zu einem nicht-polnischen Verein. In Regensburg konnte der Stürmer jedoch keine erfolgreiche Zeit verbuchen. In lediglich acht Spielen gelang ihm kein Tor. Da der Jahn nach nur einer Saison wieder in die Regionalliga absteigen musste, wurde Chałbińskis Vertrag nicht verlängert und er wechselte wieder zurück nach Polen.
Seit 2005 ist er bei Zagłębie Lubin angestellt, mit dem er 2007 polnischer Meister und 2008 polnischer Supercupsieger wurde. Ende 2008 wurde er aus unbekannten Gründen in die zweite Mannschaft von Zagłębie Lubin abgeschoben und spielte in der vierten Liga. 2009 wechselte Michał Chałbiński schließlich zum Ligakonkurrenten Polonia Warschau, wo er sich nicht durchsetzen konnte und in 1,5 Jahren nur 10 Ligaspiele bestritt. In der Saison 2010/2011 stand er beim damaligen Zweitligisten Piast Gliwice unter Vertrag, kam aber auch hier nicht über die Reservistenrolle hinaus. 2011 geriet er unter Korruptionsverdacht und beendete seine aktive Fußballer-Karriere.

## Erfolge
- 2007 – polnischer Meister mit Zagłębie Lubin
- 2008 – polnischer Supercupsieger mit Zagłębie Lubin